# Самусси
Самусси́ (фр. Samoussy) — коммуна во Франции, находится в регионе Пикардия. Департамент коммуны — Эна. Входит в состав кантона Лан-2. Округ коммуны — Лан.
Код INSEE коммуны — 02697.

## Население
Население коммуны на 2010 год составляло 338 человек.
| 1962 | 1968 | 1975 | 1982 | 1990 | 1999 | 2010 |
| ---- | ---- | ---- | ---- | ---- | ---- | ---- |
| 218  | 203  | 210  | 220  | 410  | 376  | 338  |

## Экономика
В 2010 году среди 252 человек трудоспособного возраста (15—64 лет) 182 были экономически активными, 70 — неактивными (показатель активности — 72,2 %, в 1999 году было 71,7 %). Из 182 активных жителей работали 165 человек (90 мужчин и 75 женщин), безработных было 17 (5 мужчин и 12 женщин). Среди 70 неактивных 15 человек были учениками или студентами, 37 — пенсионерами, 18 были неактивными по другим причинам.